# Peter Weidenbach
Peter Weidenbach (* 25. Dezember 1934 in Ehlenbogen) ist ein deutscher Forstmann. Er wirkte ab 1977 als der für den Waldbau zuständige Referatsleiter im Ministerium Ländlicher Raum Baden-Württemberg und war anschließend als Forstpräsident von 1994 bis 1999 Leiter der Forstdirektion Karlsruhe. Die Gesamtkonzeption eines naturnahen Waldbaus in Baden-Württemberg ist wesentlich mit seinem Namen verknüpft.

## Leben und Wirken
Peter Weidenbach wuchs im Nordschwarzwald auf und besuchte dort die Schule. Nach dem Abitur in Freudenstadt absolvierte er, zum größten Teil an der Universität Freiburg im Breisgau, ein Studium der Forstwissenschaften. Nach dem Referendariat, das er 1961 mit der Großen Forstlichen Staatsprüfung abschloss, arbeitete er zunächst zwei Jahre lang als Forsteinrichter und war dann sechs Jahre lang Referent für Forsteinrichtung der Forstdirektion Südwürttemberg-Hohenzollern in Tübingen. Danach wechselte er 1969 in den Bereich Forstpolitik, wobei Weidenbach die Aufgabe erhalten hatte, für den zwischen Stuttgart und Tübingen gelegenen Schönbuch die Planung als Naherholungsgebiet zu erarbeiten. Seine 1970 vorgelegte Arbeit, veröffentlicht 1971 unter dem Titel Naherholungsgebiet Schönbuch. Gegenwärtiger Stand, Ausbauplanung. Bewertung der Erholungsfunktion. Ein Beitrag zum Europäischen Naturschutzjahr 1970, schuf die Grundlage für den Ausbau des von Industriezentren umgebenen Naherholungsgebietes, das bereits 1972 zum ersten Naturpark Baden-Württembergs erklärt wurde.
Im Jahr 1971 übernahm er das Forstamt Bad Liebenzell, das er bis 1977 leitete.
1977 wechselte Weidenbach dann in das Ministerium für Ernährung, Landwirtschaft und Umwelt (1980 umbenannt in Ministerium für Ernährung, Landwirtschaft, Umwelt und Forsten, ab 1987 dann Ministerium ländlicher Raum) nach Stuttgart, wo er zum Leiter des Referats „Biologische Produktion“, das die Fachbereiche Waldbau, Forsteinrichtung, Waldschutz und Forschung umfasste, berufen worden war. In dieser Funktion im Rang eines Ministerialrats an der Spitze der Landesforstverwaltung Baden-Württembergs blieb er bis 1994. In dieser Zeit entwickelte Weidenbach bereits vorhandene Instrumente der Forstplanung und Betriebsführung mit ihren verschiedenen neuen Ansätzen weiter und wandelte sie teilweise auch ab. Dies mündete im Lauf der 1980er-Jahre in die wesentlich von ihm gestaltete Gesamtkonzeption eines naturnahen Waldbaus für den Staatswald Baden-Württembergs. Für Weidenbach ist dies das Instrument, um neben einer hohen, nachhaltigen und vielfältigen Holzerzeugung auch die Nutz-, Schutz- und Erholungsfunktionen auf der gesamten Waldfläche optimal zu erfüllen. Das Ziel war dabei stets ein naturnaher Wirtschaftswald. In der Praxis bedeutete dies vor allem, dass das für den Anfang der 1970er-Jahre geltende Verhältnis von Nadelbäumen zu Laubbäumen von zwei Dritteln zu einem Drittel in eine jeweils hälftige Verteilung geändert wurde. Die Baumart, die am meisten davon profitierte, war die Rotbuche.
Ein zentrales Merkmal des naturnahen Waldbaus ist der Grundsatz, die Naturverjüngung so weit als möglich künstlichen Bestandesbegründungen vorzuziehen. Ein großer Hemmschuh stellt dabei der Wildverbiss dar. Auf Weidenbachs Initiative hin wurde nach langen Verhandlungen mit der Jägerschaft 1983 in Baden-Württemberg das forstliche Gutachten als Grundlage für die Abschussplanung eingeführt und somit die Wildbewirtschaftung am Zustand der Vegetation ausgerichtet. Der Wildbestand soll danach nur eine solche Höhe haben, dass sich die Hauptbaumarten auf natürliche Weise verjüngen lassen. Diese Konzeption wurde später auch in anderen Bundesländern eingeführt. Für Baden-Württemberg konnte Weidenbach damit – aber auch durch andere Maßnahmen wie eine Anpassung des Forsteinrichtungsverfahrens – beachtliche Erfolge vorweisen: Während seiner 17-jährigen Tätigkeit als Referatsleiter im Ministerium vergrößerte sich der Anteil der Naturverjüngung im Staatswald von etwa 15 auf mehr als 50 Prozent – was für die öffentliche Hand nicht zuletzt eine erhebliche Kostenersparnis bedeutete.
Unter Weidenbachs Federführung entstanden zudem ein Betriebszieltypen-Erlass (1979) sowie Richtlinien für die Jungbestandspflege und die Waldbewirtschaftung der von Luftverunreinigungen besonders beeinträchtigten Hochlagen des Schwarzwaldes. Daneben kam unter seiner Stabführung die Ausweisung von Waldschutzgebieten voran. Eine Zusammenschau der forstlichen Positionen Baden-Württembergs brachte er gemeinsam mit Jürgen Schmidt und Kay Karius 1989 unter dem Titel Waldbauliche Ziele und Forsteinrichtungsergebnisse im öffentlichen Wald in Baden-Württemberg heraus. Weidenbach hat sich zudem mehrfach als Schriftleiter für Publikationen innerhalb der Schriftenreihe der Landesforstverwaltung Baden-Württemberg betätigt und auch eine Reihe von Beiträgen für verschiedene Fachzeitschriften verfasst.
Als der Leiter der Forstdirektion Karlsruhe, Forstpräsident Dr. Friedemann Kälble, zum 1. Juni 1994 in den Ruhestand ging, wurde Weidenbach zu dessen Nachfolger bestellt und ebenfalls zum Forstpräsidenten ernannt. In dieser Position wirkte er dann bis zum Eintritt in den Ruhestand 1999. Während der Verabschiedung Weidenbachs am 13. Dezember 1999 übertrug die Ministerin für den Ländlichen Raum, Gerdi Staiblin, zudem Dr. Winfried Meng die kommissarische Leitung der Forstdirektion Karlsruhe, da diese zum 1. Oktober 2000 im Zuge der Zusammenlegung mit der Forstdirektion Freiburg im Breisgau aufgelöst werden sollte.
Für seine vielfältigen Beiträge zur Entwicklung eines naturnahen Waldbaus verlieh die Alfred-Toepfer-Stiftung F.V.S. Hamburg Forstpräsident Peter Weidenbach am 7. Juni 1999 in der Alten Forstakademie Eberswalde den Wilhelm-Leopold-Pfeil-Preis 1999. Der Landesverband Baden-Württemberg der Schutzgemeinschaft Deutscher Wald zeichnete sein langjähriges Vorstandsmitglied 2001 mit der Ehrennadel in Gold aus.

## Schriften
- als Bearbeiter: Landschaftsplan Glattal. Sulz-Dornhan, Stuttgart 1971
- Naherholungsgebiet Schönbuch. Gegenwärtiger Stand, Ausbauplanung. Bewertung der Erholungsfunktion. Ein Beitrag zum Europäischen Naturschutzjahr 1970, Schriftenreihe der Landesforstverwaltung Baden-Württemberg, Stuttgart und Freiburg im Breisgau 1971
- als Schriftleiter: Biographie bedeutender Forstleute aus Baden-Württemberg. Schriftenreihe der Landesforstverwaltung Baden-Württemberg (Band 55), Stuttgart und Freiburg im Breisgau 1980
- als Schriftleiter: Gedenksteine in den Wäldern Baden-Württembergs, Schriftenreihe der Landesforstverwaltung Baden-Württemberg (Band 56), Stuttgart 1982
- als Schriftleiter: Schrifttumsverzeichnis zur Wald- und Forstgeschichte von Baden-Württemberg, Schriftenreihe der Landesforstverwaltung Baden-Württemberg (Band 60), Stuttgart und Freiburg im Breisgau 1984 (2 Bände: Titelsammlung und Registerband)
- als Schriftleiter: 30 Jahre Landesforstverwaltung Baden-Württemberg. 1953–1982, Schriftenreihe der Landesforstverwaltung Baden-Württemberg (Band 63), Freiburg im Breisgau 1985
- zusammen mit Jürgen Schmidt und Kay Karius: Waldbauliche Ziele und Forsteinrichtungsergebnisse im öffentlichen Wald in Baden-Württemberg, Schriftenreihe der Landesforstverwaltung Baden-Württemberg (Band 69), Stuttgart und Freiburg im Breisgau 1989
- Die Wiederbewaldung der sturmgeschädigten Waldflächen. Die Orkanschäden 1990. Ursachen und Folgerungen, Beiträge zur Lebensqualität, Walderhaltung und Umweltschutz, Gesundheit, Wandern und Heimatpflege (Heft 33), Siegen 1991